# Murricia cornuta
Murricia cornuta là một loài nhện trong họ Hersiliidae.
Loài này thuộc chi Murricia. Murricia cornuta được miêu tả năm 1993 bởi Martin Baehr & Barbara Baehr.